# جيمس إس. وول
جيمس إس. وول (بالإنجليزية: James S. Wall)‏ هو كاهن كاثوليكي أمريكي، ولد في 11 أكتوبر 1964 في غانادو في الولايات المتحدة.